# Anne Rhenman
Anne Rhenman Eklund, till 1992 Sörensen, född 3 juli 1957 i Sofia församling i Jönköping, är en svensk före detta politiker (nydemokrat) och riksdagsledamot under mandatperioden 1991–1994 för Södermanlands läns valkrets. Anne Rhenman var ledamot i kulturutskottet och Nordiska rådet (svenska delegationen) samt suppleant i socialutskottet. Under sin mandatperiod blev hon politisk vilde.